# Kőröstetétlen
Kőröstetétlen é um município da Hungria, situado no condado de Peste. Tem 32,65 km² de área e sua população em 2015 foi estimada em 816 habitantes.